# Barobo
Barobo ist eine philippinische Stadtgemeinde in der Provinz Surigao del Sur. Sie hat 49.730 Einwohner (Zensus 1. August 2015). Ihre Nachbargemeinden sind Lianga im Norden und Tagbina und Hinatuan im Süden.

## Baranggays
Barobo ist politisch in 22 Baranggays unterteilt.
| - Amaga - Bahi - Cabacungan - Cambagang - Causwagan - Dapdap - Dughan - Gamut - Javier - Kinayan - Mamis | - Poblacion - Guinhalinan - Rizal - San Jose - San Roque - San Vicente - Sua - Sudlon - Tambis - Unidad - Wakat |